# SUMCO

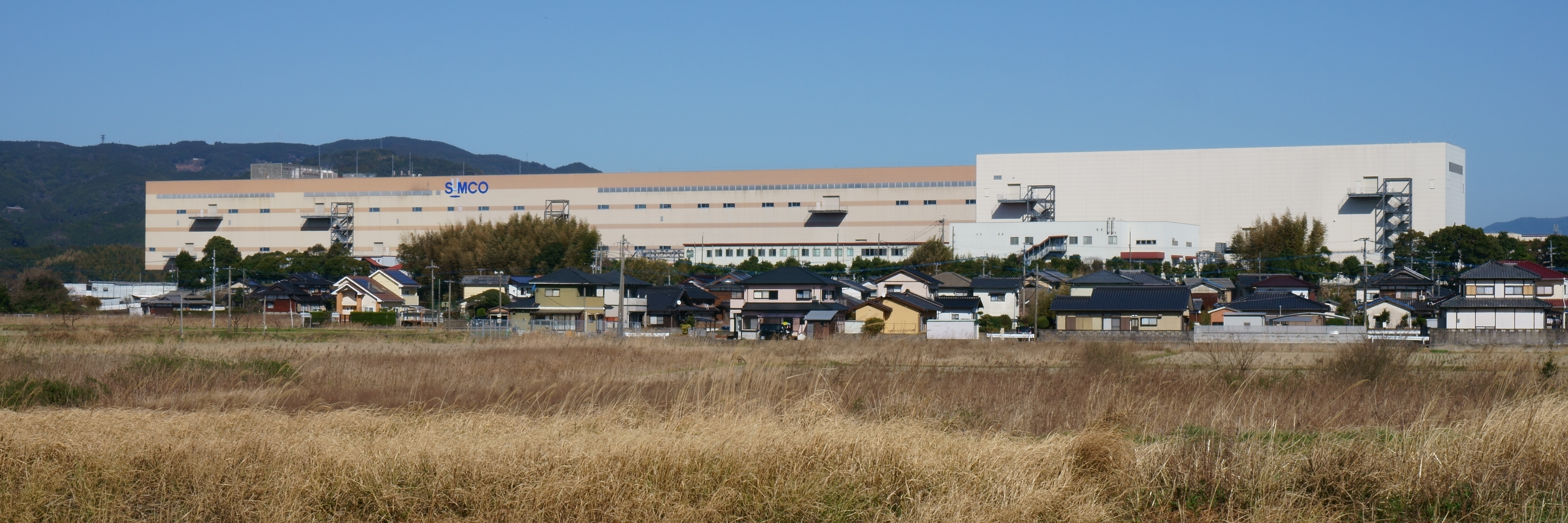
九州事業所伊万里工場

株式会社SUMCO（サムコ、英: SUMCO Corporation）は、半導体用シリコンウェーハの製造・販売を行う専業メーカー。日経平均株価およびJPX日経インデックス400の構成銘柄の一つ。

## 概要
社名は「Silicon United Manufacturing COrporation」に由来する。半導体用ウェーハ生産において世界で高いシェアを持つグローバルカンパニーで、本社は東京にあり、台湾、中国、韓国、インドネシア、アメリカ、イギリスに支社や事業所、工場を持つ。

## 沿革
- 1937年1月 - 大阪特殊製鉄所設立。
- 1950年 - 株式会社大阪特殊製鉄所に改組。
- 1952年 - 大阪特殊製鉄所が大阪チタニウム製造株式会社に商号変更。
- 1958年12月 - 日窒電子化学株式会社設立。
- 1959年10月 - 日本電子金属株式会社設立。
- 1964年 - 日窒電子化学がチッソ電子化学株式会社に商号変更。
- 1973年 - 九州電子金属株式会社設立。
- 1974年 - チッソ電子化学が東洋シリコン株式会社に商号変更。
- 1978年 - 東洋シリコンが日本シリコン株式会社に商号変更。
- 1979年 - 日本シリコンが日本電子金属のシリコン事業を営業譲受。
- 1991年 - 日本シリコンが三菱マテリアルシリコン株式会社に商号変更。
- 1992年 - 大阪チタニウム製造が九州電子金属を吸収合併。
- 1993年 - 大阪チタニウム製造が住友シチックス株式会社に商号変更。
- 1998年10月 - 住友金属工業（現：日本製鉄）と住友シチックスが合併し、住友金属工業株式会社シチックス事業本部となる。
- 1999年7月30日 - 住友金属工業、三菱マテリアル、三菱マテリアルシリコンの共同出資により、300 mmシリコンウェーハの開発・製造会社として株式会社シリコンユナイテッドマニュファクチュアリング設立。
- 2002年2月 - シリコンユナイテッドマニュファクチュアリングが、住友金属工業よりシリコン事業の営業を譲受するとともに、三菱マテリアルシリコンと合併、同時に商号を三菱住友シリコン株式会社に変更。
- 2005年
  - 8月 - 三菱住友シリコンから株式会社SUMCOに商号変更。
  - 11月 - 東京証券取引所市場第1部に上場。
- 2006年10月18日 - コマツ電子金属（現：SUMCO TECHXIV）を連結子会社化。
- 2007年10月1日 - 日経平均株価採用銘柄となる。
- 2016年 - 新日鐵住金及び三菱マテリアルが保有株の大半を処分、両社の持分法適用会社から除外。

## 代表取締役
| 代表取締役          | 代表取締役 |
| ------------------- | ---------- |
| 代表取締役会長兼CEO | 橋本眞幸   |
| 代表取締役副会長    | 瀧井道治   |
| 代表取締役社長      | 阿波俊弘   |
| 代表取締役副社長    | 龍田次郎   |

## 歴代社長
| 代                   | 氏名                 | 就任日               | 退任日               | 備考                 |
| 三菱住友シリコン社長 | 三菱住友シリコン社長 | 三菱住友シリコン社長 | 三菱住友シリコン社長 | 三菱住友シリコン社長 |
| -------------------- | -------------------- | -------------------- | -------------------- | -------------------- |
| 初                   | 森禮次郎             | 2002年4月            | 2004年4月            |                      |
| 2                    | 細田直之             | 2004年4月            | 2005年12月           |                      |
| SUMCO社長            |                      |                      |                      |                      |
| 初                   | 重松健二郎           | 2005年12月           | 2009年4月            |                      |
| 2                    | 田口洋一             | 2009年4月            | 2012年4月            |                      |
| 3                    | 橋本眞幸             | 2012年4月            | 2016年3月            |                      |
| 4                    | 瀧井道治             | 2016年3月            | 2018年3月            |                      |
| 5                    | 降屋久               | 2018年3月            | 2022年3月            |                      |
| 6                    | 阿波俊弘             | 2022年3月            |                      |                      |

## 拠点
- 本社（東京営業所） - 東京都港区芝浦1-2-1 シーバンスN館
- 大阪営業所 - 大阪府大阪市淀川区西中島5-5-15 新大阪セントラルタワー
- 福岡営業所 - 福岡県福岡市博多区下川端町3-1 博多リバレイン
- 九州事業所
  - 長浜工場 - 佐賀県伊万里市東山代町長浜826-1
  - 久原工場 - 佐賀県伊万里市山代町久原1-52
  - 佐賀工場 - 佐賀県杵島郡江北町大字上小田2201
  - 長崎工場 - 長崎県大村市雄ヶ原町1324-2
- 米沢工場 - 山形県米沢市八幡原4-3146-12
- 千歳工場 - 北海道千歳市泉沢1007-196
- JSQ事業部 - 秋田県秋田市茨島5-14-3

## 提供番組
いずれも「株式会社 SUMCO」名義で提供。
現在
- ちびまる子ちゃん（フジテレビ系列）[3]

過去
- にじいろジーン（関西テレビ制作、フジテレビ系列）※2019年3月まで提供、後に他局のテレビ朝日の番組『林修の今でしょ!講座』に提供枠移行
- おらが県ランキング ダイナンイ!?（テレビ朝日系列）※2019年5月3日の回のみ（21時台提供）
- ガイアの夜明け（テレビ東京系列）
- 『林修の今、知りたいでしょ!』（テレビ朝日系列）※2019年4月から2023年3月まで、『林修の今でしょ!講座』→『林修のレッスン今でしょ!』→『林修の今、知りたいでしょ!』、火曜日→木曜日に移行しながらも4年間提供。
- 美の職人（アルチザン）（びのアルチザン、フジテレビ・関西テレビ、フジテレビは月曜 21時54分 - 22時、関西テレビは水曜 21時54分 - 22時）※フジテレビ2023年4月3日(月)（関西テレビ4月5日(水)）から2024年3月25日(月)（関西テレビ3月27日(水)）まで。

## 商標権侵害等差止請求訴訟への対応
2005年に実施した三菱住友シリコンからSUMCOに商号変更したことに対し、半導体製造装置のサムコより、商標権侵害があるとの訴訟を受けたが、2008年に一定の対応をすることで和解が成立した。